# 폭력의 틈
"폭력의 틈"은 2015년에 제작한 대한민국 단편영화이다.

## 캐스팅
- 정도원 : 판사 역
- 이학주 : 충희 역
- 권기하 : 한성 역
- 서종봉